# Вільнюс (футбольний клуб)
«Вільнюс» (лит. VšĮ „Futbolo perspektyvos“, futbolo klubas FC Vilnius) — професіональний литовський футбольний клуб з однойменного міста.

## Хронологія назв
- 1974 - «Швієса»
- 1990 - АСММ Швієса
- 1991 - СМ «Вільнюс»
- 1992 - АФК «Вільнюс»
- 1994 - «Швієса»
- 2004 - ФК «Вільнюс»

## Історія
Заснований у 1974 році групою литовських школярів. У 1990 році реорганізований у Вищу школу спортивної майстерності (АСММ), згодом команда занепала. 4 січня 2001 року був відновлений під назвою «Швієса» (Вільнюс), і вперше в 2002 році приєднався до другого дивізіону, де посів 4-те місце. Оскільки віце-чемпіон «Полонія» (Вільнюс) (фарм-клуб «Жальгіріса» (Вільнюс)) та бронзовий призер «Ягеряї» (Каунас) (фарм-клуб «Каунаса») не мали права підвищуватися в класі, то їх місце в зайняла «Швієса», яка зіграла поєдинок плей-оф за права виходу до А-ліги з передостанньою командою цього турніру, «Гелезініс вілкас». Вдома «Швієса» перемогла з рахунком 1:0, а на виїзді з рахунком 1:2 поступилася й завдяки правилу виїзного голу підвищилася в класі.
В 2003 році клуб посів передостаннє місце в чемпіонаті, однак зберіг своє місце в еліті литовського футболу. Того ж року команда була перейменована в ФК «Вільнюс». Сезон 2004 року під новою назвою клуб провів невдало, посівши останнє місце в чемпіонаті, але в зв'язку з розширенням А-Ліги з 8-ми до 9-ти команд зберіг у ній своє місце. 2005 рік став найкращим в історії клубу, команда фінішувала на 5-му місці, проте вже наступного сезону посіла скромне 7-ме місце.
УЗа підсумками сезону 2007 року столичний клуб вилетів до Першої, де наступного сезону посів 8-ме місце. По завершенні чемпіонату фінансування клубу було припинене, а саму команду розформовано.

## Досягнення
- А-ліга (Литва)
  - 5-те місце (1): 2005

- Кубок Литви
  - 1/2 фіналу (1): 2006

- Друга ліга Литви (зона «Південь»)
  -  Бронзовий призер (1): 1990

## Відомі гравці
- Клейр Віейра дос Сантос
- Паулінью
- Даініус Гудайтіс
- Аудрюс Вейкутіс

## Відомі тренери
- Беньямінас Зелькявічюс, 1976
- Кестутіс Латожа 2004-2006
- Іванас Шабовічюс, 2007, 2008
- Антанас Вінгіліс, 2007–2008